# تندو فاضل
تندو فاضل (به انگلیسی: Tando Fazal) یک منطقهٔ مسکونی در پاکستان است که در ناحیه حیدرآباد، سند واقع شده‌است.